# Districte de South Kanara
Districte de South Kanara o Districte de South Kannada o Districte de Dakshina Kannada o Districte de Dakshina Kanara (canarès: ದಕ್ಷಿಣ ಕನ್ನಡ) és una divisió administrativa de Karnataka a l'Índia. La capital és Mangalore. La superfície és de 4.866 km² i la població el 2001 d'1.897.730 habitants repartits en 354 pobles. Kannada o Kanara vol dir "Terra Negra" i es donava a les terres costaneres al sud del Dècan i fou adoptat pels europeus sota la forma Canara.
Administrativament està dividit en 5 talukes:
- Mangalore
- Bantwal
- Puttur
- Sullia
- Belthangady

Les talukes de Udupi, Kundapur i Karkal, al nord, en foren separades l'agost de 1997 per formar el districte d'Udupi.
Els districtes de Dakshina Kannada, Udupi i Kasargod conformen l'anomenat Tulu Nadu, on la llengua tulu és majoritaria.
Les ciutats principals són Mangalore, Moodabidri, Surathkal, Adyar, Bajala, Belthangadi, Kannur, Kotekara, Mudushedde, Mulki, Mulur, Munnur, Pudu, Puttur, Someshwar, Sullia, Thumbe, Kokradi i Ullal.

## Història
Va formar part del regne dels pallaves de Kanchi (Conjeeveram) l'anterior capitals dels quals sembla haver estat Vatapi o Badami, al districte de Bijapur. Després hauria passat als kadambes de Banavasi, la Banaousir de Claudi Ptolemeu (segle II)). Vers el segle VI foren enderrocats pels primers chalukyes que es van establir a Badami l'antiga capital pallava. A la meitat del segle viii foren expulsats al seu torn pel rei dels kadambes de Hangal posteriors, Mayuravarma, que hauria introduït el bramanisme per primer cop a la zona. Els seus successors haurien governat la zona com a feudataris del rashtrakutes de Malkhed i dels chalukyes occidentals de Kalyani.
Al segle xii el territori fou assolat pels hoysales ballales de Dorasamudra, moderna Halebid. Hi va haver conflictes entre hoysales i els yadaves de Deogiri fins al segle xiv quan les dues dinasties foren enderrocades pel sultà de Delhi, assegurant la virtual independència dels senyors locals.
A la primera meitat del segle xiv el territori va passar al rei hindú de Vijayanagar. En aquest temps la zona fou visitada per Ibn Battuta. Al final del segle xv van arribar els portuguesos i Vasco de Gama va desembarcar en territori del districte el 1498 en una de les illes properes a Udipi. Després de la batalla de Talikota el 1565, en la que el rei de Vijayanagar fou derrotat per l'aliança dels sultans del Dècan, el senyors locals jainistes de Kanara van assolir la independència, però a l'inici del següent segle la major part foren sotmesos pel naik (nayak) Venkatappa d'Ikkeri (Ikkeri es troba avui dia al districte de Shimoga). Posteriorment els nayaks d'Ikkeri van establir la seva capital a Bednur (moderna Nagar) però van seguir dominant la zona encara que els caps locals gaudien d'àmplia autonomia.
Els britànics van aprofitar un mal moviment del raja de Bednur el 1737 i els encarregats de la factoria de Tellicherry van aconseguir avantatges comercials (incloent el monopoli de la pebre en algunes zones). Bednur fou conquerida per Haidar Ali de Mysore el 1763, i es va apoderar de Mangalore que va esdevenir la seva base naval; els britànics van ocupar Mangalore el 1768 però quan les forces d'Haidar es van acostar al cap de pocs mesos, la van evacuar. Quan va esclatar la guerra el 1780, el general Mathews, comandant en cap de Bombai, va desembarcar enfront de Coondapoor i la va ocupar; va avançar cap al nord ocupant Hosangadi i la fortalesa d'Haidargarh i finalment Bednur. Però l'arribada d'un fort exèrcit d'Haidar Ali manat pel seu fill Tipu Sultan, va obligar a Mathews a rendir-se. Llavors Tipu va assetjar Mangalore que després d'una certa lluita va capitular. Durant la guerra els cristians del districte dels que se sospitava que eren favorables als anglesos, van ser deportats en gran nombre a Mysore i se'ls van convertir per força a l'islam.
A la lluita final amb Tipu Sultan que va culminar amb la seva derrota i mort a Seringapatam el 1799, el districte va patir les incursions dels kodagues (Coorg). Pel tractat que va repartir els dominis de Tipu el mateix 1799, Canara va quedar en mans dels britànics i agregat a la presidència de Madras. Al districte de Canara es va afegir el 1834 (quan Coorg fou annexionat) la part de Coorg que el raja d'aquest territori havia cedit el 1799. El 1861 es va dividir en North Canara i South Canara (North Kanara i South Kanara) i el primer transferit a la Presidència de Bombai (efectiu el 1862).
South Canara va formar part de la presidència de Madras i des de 1861 fou el districte més al nord dels dos districtes de la presidència a la costa occidental. La superfície era de 10.414 km². Els Ghats Occidentals eren el seu principal accident geogràfic. Els rius són poc importants destacant el Chandragiri (Payaswani), Netravati i el seu afluent el Kumaradhari, Gurpur, Swarnanadi i Sitanadi.
Estava dividit en tres subdivisions i cinc talukes:
- Coondapoor
  - Coondapoor
  - Udipi
- Puttur (sense les illes Amindives)
  - Kasaragod
  - Uppinangadi (incloïa les illes Amindives, la capital era a Puttur; el cap d'Amindives vivia a l'illa Amini)
- Mangalore (incloent les illes Amindives de la taluka d'Uppinangadi)
  - Mangalore

La població era: 
- 1871: 918.362
- 1881: 959.514
- 1891: 1.056.081
- 1901: 1.134.713.

Les úniques municipalitats eren Mangalore (44.108 habitants), la capital, i Udipi (8.041 habitants). Els hindús eren el 81%, musulmans l'11%, cristians el 7% i jainistes l'1%. La majoria del musulmans eren Mappilles o Mopiles, (vegeu Moplastan). Les llengües principals eren el tulu (44%), malayalam (19%), canarès (19%) i konkani (13%)

## Llocs interessants
- Restes jainistes a Karkala, Mudbidri i Yenur
- Estàtues colossals a Karkala (de 1431) i Yenur
- Kudremukh, important pic.